# Univerzita Heidelberg
Ruprechto-Karlova univerzita v Heidelbergu (německy Ruprecht-Karls-Universität, latinsky Ruperto-Carola) je nejstarší univerzita v Německu a jedna z nejstarších v Evropě. Od založení univerzity falckrabětem Ruprechtem I. roku 1386 se skládala ze čtyř fakult: teologické, právnické, lékařské a filosofické. Teprve roku 1890 byl založena pátá fakulta přírodovědecká. Roku 1969 byla univerzita rozdělena na 16 oborových fakult. Podle nového řádu z roku 2002 existuje v současnosti 12 fakult, na nichž v roce 2010 studovalo téměř 29 tisíc studentů. Univerzita je členem League of European Research Universities (LERU) a Coimbra Group.

## Dějiny univerzity

Stará pečeť univerzity

Univerzita byla založena jako třetí univerzita ve Svaté říši římské (po pražské a vídeňské). Dne 23. října 1385 získal Heidelberg od papeže Urbana VI. privilej k založení univerzity.
Jejím fundátorem byl kurfiřt Ruprecht I. Falcký v roce 1386, aby roztříštěné Rýnské Falci dal duchovní centrum, přivábil cizince a umožnil církevním a státním úředníkům vzdělávat se ve vlastní zemi. V pozadí založení univerzity bylo papežské schizma: absolventi, kteří vystudovali na Sorbonně, jež držela s avignonskými papeži, nemohli ve Falci, jejíž vládci byli nakloněni římskému papeži, vstoupit do církevní služby, takže vznikla potřeba vlastního teologického vzdělávání. První profesoři mladé univerzity přišli z Paříže a Prahy, odkud utíkali do relativně bezpečného Heidelbergu před církevním rozkolem a národnostními boji. Prvním rektorem se stal Marsilius von Inghen. Výlučným filosofickým směrem byl v Heidelbergu dlouhou dobu nominalismus.
Zakládací listina byla vyhotovena 1. října 1386. Dne 18. října začalo studium slavnostní bohoslužbou (mší), následujícího dne byly zahájeny přednášky. Stříbrná pečeť, která se stala znakem univerzity, je datována rovněž 18. října. Zpočátku univerzita trpěla nedostatkem prostor, přednášky se konaly v augustiniánském a františkánském klášteře. Další prostory univerzita získala, když kurfiřt Ruprecht II. vyhnal z města Židy a univerzitě přenechal jejich uprázdněné domy. Synagoga se stala mariánskou kaplí a sloužila také jako přednáškový sál. K financování univerzity založil Ruprecht III. nadaci Sv. Ducha – kostel sv. Ducha sloužil zároveň jako univerzitní kostel, a to až do 19. století, kdy tuto funkci přebral kostel sv. Petra.
Kurfiřti se o univerzitu starali, ovšem také zasahovali do její autonomie, pokud se jim to zdálo nutné. Tak vytvořili prostor novým duchovním proudům, např. humanismu. Fridrich I. Vítězný provedl důležitou univerzitní reformu: na teologické fakultě směl být nadále vyučován také realismus, což znamenalo velký posun ke svobodě učení. Na právnické fakultě se od té doby také začalo vedle církevního práva vyučovat i právo světské. Fridrichův dvorní rada Andreas Hartmanni byl v letech 1463 až 1495, kdy zemřel, celkem sedmkrát zvolen rektorem (stal se tak až doposud jediným rektorem, kterému se to podařilo). Mezi kanovníky od sv. Ducha působil jeho mladší příbuzný Hartmannus Hartmanni, který kolem roku 1510 věnoval univerzitě nejtrvalejší z tehdejších stipendií: zůstalo zachováno až do roku 1949.

### Reformace

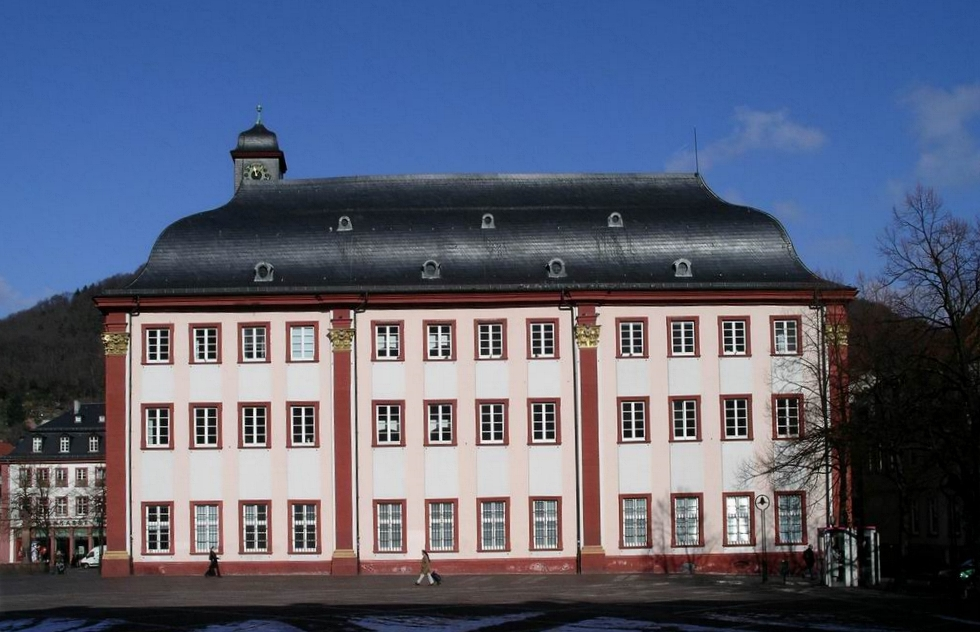
Stará univerzita (1735)

Univerzita se posléze dlouho bránila reformaci. Přesto zde roku 1518 proběhla tzv. heidelberská disputace za účasti Martina Luthera. Falcký kancléř Hartmannus Hartmanni starší, syn bývalého rektora, sice mohl už roku 1546 kurfiřta Fridricha II. pohnout, aby evangelického kazatele od sv. Ducha Heinricha Stolla povolal na rektorský stolec i proti vůli profesorů, kteří setrvávali u katolické víry, ovšem reformaci se dařilo jen na artistické fakultě a na Collegium principis. Teprve kurfiřt Ottheinrich přivedl roku 1556 k evangelické víře celou univerzitu. Z univerzity se tak stala evangelická zemská vysoká škola. V této souvislosti si Ottheinrich předsevzal rozhodující univerzitní reformu: studenti měli od té doby nosit běžné měšťanské oděvy místo dosud předepsaných duchovních talárů. Na teologické fakultě se stalo povinným studium hebrejštiny a řečtiny, na lékařské fakultě byl kladen důraz na praktické vzdělávání.
V druhé polovině 16. století se za vlády kurfiřta Fridricha III. stal Heidelberg centrem evropské vědy a kultury a získal mimořádný význam jako sídlo kalvinistické univerzity. Heidelberg se stal „německou Ženevou“, tedy centrem kalvínské učenosti, jež přitahovala profesory a studenty z celé Evropy. Za spolupůsobení teologické fakulty vznikl v roce 1563 slavný Heidelberský katechismus. Kromě kalvinismu přišel na konci 16. století také pozdní humanismus. V této epoše zde působili mimo jiné i Paul Schede, Jan Gruter, Martin Opitz, Julius Wilhelm Zincgref nebo Matthäus Merian.
Doba rozkvětu trvala do roku 1618, kdy ji přerušila třicetiletá válka. Univerzita byla válečným konfliktem silně zasažena, mnohokrát bylo přerušeno vyučování, roku 1622 byla Bibliotheca Palatina odvezena do Říma. Co nezničila třicetiletá válka, o to se v roce 1693 postaraly francouzské jednotky Ludvíka XIV. Poté zůstala univerzita zavřená.
V 18. století panovala v Heidelbergu intelektuální průměrnost. Profesoři byli z velké části jezuité, kteří v Heidelbergu zůstávali jen krátkou dobu. U ostatních profesur se prosadila dědičnost, což poškozovalo vědeckou úroveň celé univerzity. Dosud nepopiratelný evangelický charakter se v době pozdní protireformace úplně vytratil. Mezi lety 1712–1735 vznikl na dnešním Univerzitním náměstí tzv. Domus Wilhelmina, dnes nazývaný Stará univerzitní budova (Alte Universität); architektem byl mohučský rodák Johann Adam Breunig. Špatná finanční správa a revoluční války konce 18. století připravily univerzitu o její majetek a samostatné příjmy.

### Státní univerzita
Připojení Heidelbergu k Bádensku znamenalo v roce 1802 nový začátek. Univerzita byla reorganizována a stala se učilištěm, které financoval stát. Jméno prvního bádenského velkovévody Karla Fridricha připojila univerzita ke jménu svého zakladatele a od té doby se univerzita jmenuje Ruprecht-Karls-Universität.
Duchovně byl v této době pro univerzitu rozhodující vliv neohumanismu, ale příznivce mezi studenty i profesory si našel také romantismus. Dva roky zde učil filosof Georg Wilhelm Friedrich Hegel, Schlosser založil Heidelberskou školu pro politickou historickou vědu, lékař Maximilian Joseph von Chelius přitahoval pacienty z celé Evropy. Heidelberští profesoři patřili k nositelům myšlenek předbřeznového liberalismu, mnozí z nich se později stali členy frankfurtského národního shromáždění. Po revoluci se mluvčím liberálně nacionalistického přesvědčení v jihozápadním Německu stal Ludwig Häusser. Období, kdy zde působili přírodovědci Robert Bunsen, Gustav Kirchhoff nebo Hermann von Helmholtz, znamenalo vrchol univerzity, která přesto byla v 19. století známá spíše jako právnická univerzita.

### 20. století
Na počátku 20. století zde vyučovali oba nejdůležitější zástupci novokantovství (Südwestdeutsche Schule), Wilhelm Windelband a Heinrich Rickert. Heidelberská univerzita byla světu otevřená a liberální. To se ukazovalo nejen na počtu zahraničních studentů, ale po přelomu století také na zvláštním heidelberském duchu, mezioborovém dialogu, který se inspiroval u Maxe Webera a jeho přátel, především u teologa Ernsta Troeltsche a okruhu jeho mladších žáků.
Za Výmarské republiky byla univerzita centrem demokratického smýšlení; vyučovali zde filosof Karl Jaspers, právník Gustav Radbruch, teolog Martin Dibelius nebo sociolog Alfred Weber. Americké dobročinné dary umožnily stavbu Nové univerzitní budovy, která dostala věnování od Friedricha Gundolfa: Dem lebendigen Geist („Živoucímu duchu“). V této době zde přednášky z literatury navštěvoval Joseph Goebbels. Nicméně zůstávají i určité stíny: studentstvo se radikalizovalo, pacifista Emil Gumbel musel opustit univerzitu. Celkový obraz univerzity udávala především filosofická a právnická fakulta. Novou cestou se vydal Ludolf von Krehl, který prosazoval nový koncept komplexní medicíny. Dlouhá léta zde působil také fyzik Philipp Lenard, stoupenec národního socialismu.
Univerzita Heidelberg byla první univerzitou, která se prohlásila za „národně socialistickou univerzitu“ a zavedla vůdcovský princip. Ihned poté byl z univerzity vykázán velký počet židovských a politicky angažovaných docentů, profesorů, ale i studentů. Tak museli odejít např. právní filosof a bývalý ministr spravedlnosti Gustav Radbruch, sérolog Hans Sachs a filosof Karl Jaspers. Mnoho z nich odešlo do emigrace, dva profesoři se ale bezprostředně stali oběťmi nacistického teroru. Pálení knih na Univerzitním náměstí v květnu 1933 se aktivně účastnili nejen studenti, ale i další osoby z univerzity. Významný podíl měly především studentské spolky, tzv. Burschenschaften. Tehdy se heidelberské univerzitě začalo říkat „hnědá univerzita“. Zasvěcení Nové univerzitní budovy „Živoucímu duchu“ bylo v již v roce 1936 změněno na „Německému duchu“ (Dem deutschen Geist) a ochránkyně umění a věd Pallas Athéna musela ustoupit říšské orlici. Mnoho studentů, docentů a profesorů pak tomuto novému mottu skládalo hold.

### Po roce 1945

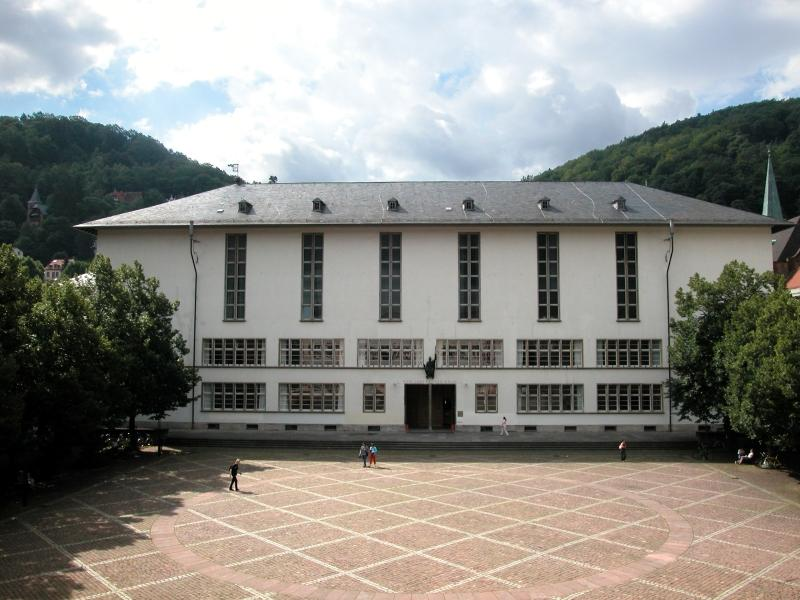
Nová univerzita

Na konci druhé světové války zůstala univerzita zvnějšku nedotčena, ale potřebovala obnovu ducha. Pod vedením filosofa Karla Jasperse byly vypracovány nové stanovy, v nichž se univerzita zavázala „sloužit živoucímu duchu a pravdě, spravedlnosti a humanitě“. Prvním rektorem po válce se stal chirurg Karl Heinrich Bauer. V souvislosti s výstavbou a expanzí byla univerzita prostorově rozdělena: pro přírodní vědy a část medicíny vznikl na Neuenheimer Feld univerzitní kampus, zatímco humanitní vědy si podržely svůj zděděný příbytek na Starém Městě. Stará klinika v Bergheimu byla rozšířena.
Během reforem došlo k zásadní proměně dosavadní struktury univerzity. Dosud totiž univerzita sestávala pouze ze čtyř fakult, které existovaly již od jejího založení; k nim přibyla roku 1890 jako pátá fakulta přírodních věd. Roku 1969 však měla univerzita fakult již 16. Počet studentů nepřetržitě stoupal; v roce 1986, kdy univerzita oslavila 600 let od svého založení, bylo imatrikulováno 27 000 studentů. Studenti tak dnes tvoří podstatnou část obyvatelstva Heidelbergu. Také tradičně velký počet zahraničních studentů se po válce vrátil.
Studentské hnutí zasáhlo Heidelberg až relativně pozdě. Tématem byly zprvu ceny jízdenek (1965, 1969 s Roter-Punkt-Aktion), zákony o výjimečném stavu, smrt Benna Ohnesorga, posilování nacionálně demokratické strany (NPD) a účast studentstva na vnitřní správě univerzity. Také válka ve Vietnamu byla v Heidelbergu jasně odmítnuta. Na mnoha shromážděních se bojovalo o politický mandát, o práva studentů na všeobecné politické stanovisko. Část profesorů (např. spolek Svoboda vědy, Bund Freiheit der Wissenschaft), zemská vláda a RCDS, studentská organizace CDU toto odmítaly, zatímco SDS (Socialistický německý studentský spolek, Sozialistischer Deutscher Studentenbund) a velká část studentů tyto myšlenky podporovaly. Aktuální politické otázky a studentská práva tvořily živou směs v mnoha debatách. Nezávislí a konzervativní studenti ztratili vliv na studentský parlament a AStA (Allgemeiner Studierendenausschuss, všeobecný studentský výbor), kde převládli zástupci SDS a dalších levicově smýšlejících studentů. V lednu 1969 bylo v prostorách AStA zatčeno dvanáct studentů, většinou členů SDS. Blokování budov s posluchárnami a vyklizení Collegia Academica více než 700 silně ozbrojenými policisty v roce 1978 na příkaz ministra kultury Wilhelma Hahna je dnes považováno za závěrečné dějství studentského hnutí v celém Německu.
V posledních 20 letech získala univerzita velmi dobrý zvuk v oblasti medicíny, neurobiologie, fyziky a matematiky, informatiky, ale i právních věd a národního hospodářství, a to především díky mnoha klinikám, spolupráci se zahraničními univerzitami a jejich výzkumnými zařízeními. Jako první německá univerzita založila zahraniční pobočky, které mají dále šířit dobrou pověst univerzity. Jde např. o pobočky v Egyptě, Chile nebo v Massachusetts (USA). V říjnu 2007 byla vybrána ve druhém kole tzv. Exzellenzinitiative a její koncept budoucnosti Heidelberg: Realising the Potential of a Comprehensive University tak získal významnou podporu.

## Prostory
Univerzita je dnes prostorově rozdělena mezi Staré Město, kde sídlí instituty humanitních a právních věd, a kampus na Neuenheimer Feld, kde se soustřeďují přírodní vědy, sportovní vědy a většina lékařských institutů. Rektorát, univerzitní správa a muzeum se nachází na Starém Městě v tzv. Staré univerzitní budově. Ekonomické a sociální vědy našly od jara roku 2009 sídlo v novém kampusu Bergheim. K tomu má univerzita ještě mnoho nemovitostí v celém městě a blízkém okolí (mj. fakultu fyziky a astronomie na Philosophenweg). Univerzita je v současné době největším zaměstnavatelem v Heidelbergu – včetně univerzitní kliniky nabízí více než 15 000 pracovních míst.

## Akademická reputace
Na žebříčku britského časopisu Times THES – QS World University Rankings se heidelberská univerzita mezi lety 2004 a 2009 pohybovala mezi 12. a 15. místem v Evropě a 45. až 60. na celém světě. V tomto srovnání byla nejlépe hodnocenou německou univerzitou. Podle THE Ranking byla v roce 2010 mezi německými univerzitami na 3. místě, podle U. S. News and World Report na 1. místě. Celkově ve světovém srovnání obsadila Ruperto Carola 51. pozici. Heidelberská univerzita se běžně ocitá na vyšších pozicích než americké univerzity, které jsou ve Spojených státech považovány za elitní vysoké školy.
Podle Ranking of Scientific Impact of Leading European Research Universities, který v roce 2004 vypracovala Evropská komise, obsadila heidelberská univerzita 4. místo v Německu a 9. místo v Evropě. V prosinci 2007 vyšel CHE-ExcellenceRanking, který srovnával magisterské a doktorandské programy v oblasti biologie, chemie, matematiky a fyziky. Zde se Heidelberg umístil v excelentní skupině v chemii a fyzice a ve špičkové skupině v biologii a matematice. V Německu je tak heidelberská univerzita společně s LMU München na druhém místě za TU München a v celoevropském srovnání se dělí spolu s dalšími významnými univerzitami o 9. místo.
Podle počtu udělených Nobelových cen je Heidelberg na 4. místě v Evropě a na 13. místě na světě. Britský Times označil Univerzitu Heidelberg za „nejstarší a nejvýznamnější v zemi Luthera a Einsteina“ a za „klenot německé učenosti“.

## Fakulty

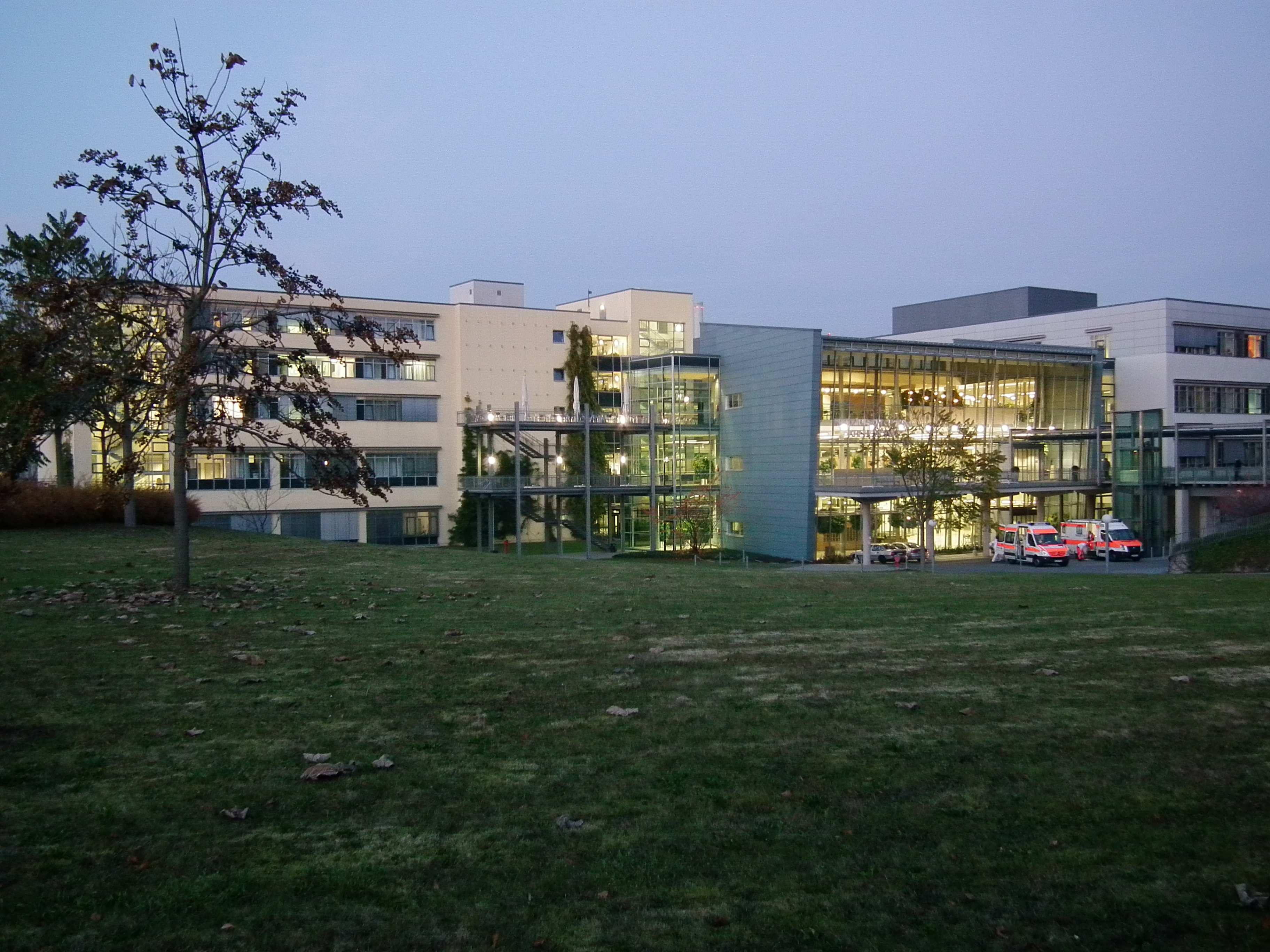
Univerzitní kliniky

S dvanácti fakultami je Ruprecht-Karls-Universität Heidelberg univerzitou s plným spektrem uznaných studijních oborů v oblasti humanitních i přírodních věd. Fakulty:
1. Teologická fakulta (studijní obor evangelická teologie)
2. Právnická fakulta
3. Filosofická fakulta
4. Novofilosofická fakulta
5. Fakulta ekonomických a společenských věd
6. Fakulta kulturních věd (Verhaltens- und Empirische Kulturwissenschaften)
7. Fakulta matematiky a informatiky
8. Fakulta fyziky a astronomie
9. Fakulta chemie a věd o Zemi
10. Fakulta biologických věd
11. Lékařská fakulta Heidelberg s klinikou a nemocnicí připravuje maximální zdravotní péči pro celý region. Nemocnice je jedním z největších zaměstnavatelů v Heidelbergu.

Universitätsklinikum Heidelberg: Po pořízení dvou lékařských knih v letech 1474 vznikla v roce 1522 třetí katedra lékařské fakulty. Roku 1561 byla nemocnice na Bussemergasse. Roku 1600 byla sloučena s lékařskou fakultou pro praktické vzdělávání. Roku 1805 byla otevřena poliklinika, roku 1818 chirurgická klinika. Kolem roku 1864 se oddělila oční a dětská klinika, roku 1874 byla postavena budova preklinického institutu mezi akademií a Hlavní ulicí, 1876–1883 následovala klinika v Bergheimu (dnešní Stará klinika). Výstavba nové budovy chirurgie na Neuenheimer Feld přišla ve 20. a 30. letech 20. století. Do roku 2005 se sem přestěhovaly i ostatní kliniky.
1. Lékařská fakulta Mannheim – roku 1964 byla při městské nemocnici v Mannheimu zřízena fakulta klinické medicíny (Fakultät für Klinische Medizin Mannheim). Zde pak probíhala preklinická výuka, zatímco klinická část studia byla realizována v Heidelbergu. Od akademického roku 2006/07 se i tato fakulta stala samostatnou. Patří k ní Universitätsklinikum Mannheim, Centrální institut duševního zdraví a Mannheimský institut veřejného zdraví, společenské a preventivní medicíny.[1]

## Univerzitní knihovna

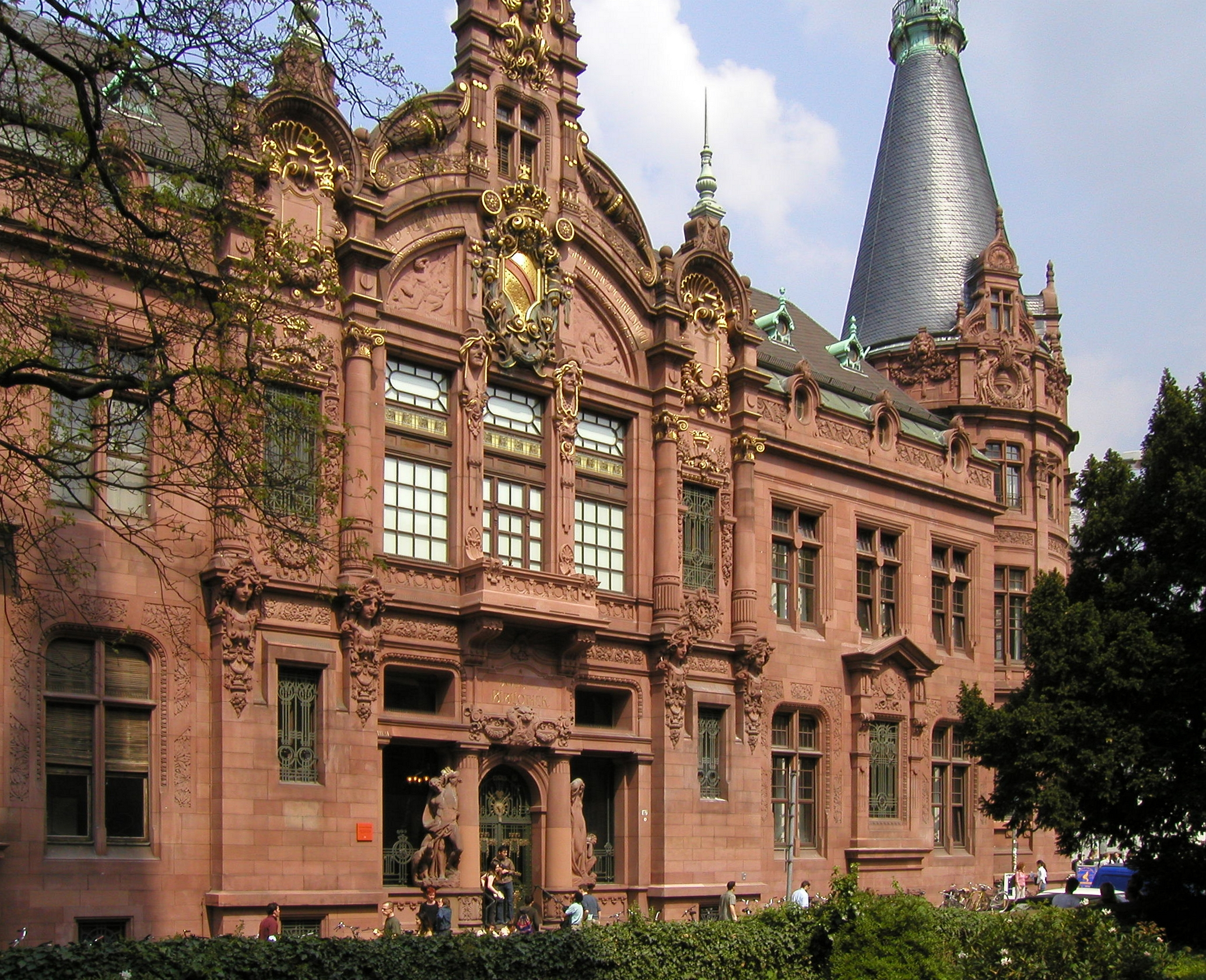
Ústřední knihovna (1905)

Univerzitní knihovna byla založena zároveň s univerzitou v roce 1386. Základem se staly knihovny artistické fakulty, tří vyšších fakult (teologické, právnické a lékařské) a klášterní knihovny. Rozhodující bylo mimo jiné i to, že první rektor Marsilius von Inghen v roce 1388 pořídil truhlu na listiny a umístil ji v kostele sv. Ducha. Nejrůznější fakultní knihovny a kurfiřtská knihovna byly v 16. století sloučeny, čímž vznikla Bibliotheca Palatina (viz výše), která byla veřejně přístupná a našla své sídlo na emporách kostela sv. Ducha. Zvláště důležité byly svazky zděděné po smrti Ulricha Fuggera z Augsburku (1526–1584). Větší část ve své době slavné knihovny byla v roce 1622 darována papeži a převezena do Říma. Tím byla v Heidelbergu znemožněna další vědecká práce.
Základem knihovního fondu se po sekularizaci v roce 1804 staly knihy ze zrušených klášterů v Salemu a Petershausenu. V roce 1816 se do Heidelbergu vrátilo 847 německých rukopisů z Palatinské knihovny. V roce 1888 je následoval i Codex Manesse. Prvním profesionálním knihovníkem v Heidelbergu, který v knihovně pracoval na plný úvazek, se stal Karl Zangemeister (1837–1902).
Mezi lety 1901 až 1905 byla podle návrhů Josefa Durma postavena nová budova univerzitní knihovny z červeného pískovce. Jde o čtyřkřídlou budovu s bohatě zdobenou fasádou ve stylu neorenesance a secese. Velká okna zajišťují ve studovnách dostatek denního světla. Knihovna však byla již několikrát rozšiřována: naposledy o sklepní podlaží ve dvoře univerzity. Roku 1978 byla zřízena druhá pobočka ústřední univerzitní knihovny v kampusu na Neuenheimer Feld. Univerzitní knihovna je ústřední knihovnou a spolu se svou pobočkou na Neuenheimer Feld a s decentralizovanými knihovnami jednotlivých fakult a institutů tvoří jednotný knihovní systém.
Úkolem univerzitní knihovny je obstarávání knih pro všechny studenty a učitele univerzity. Vedle obvyklých úkolů, jako je sbírání knih pro výzkum a výuku jednotlivých fakult, se univerzitní knihovna věnuje sbírání spisů a knih o Falci a Bádensku, speciální sbírce německé výzkumné společnosti egyptologie, klasické archeologie, středověkých a novověkých dějin (do roku 1945) a jižní Asie.
Počet svazků překročil v roce 1934 hranici jednoho milionu, dnes je v knihovně na tři miliony knih a časopisů, přes 480 000 jiných materiálů, jako jsou mikrofilmy a videa, a kolem 6 600 rukopisů. V decentralizovaných knihovnách se nachází další tři miliony svazků. V jedenácti z těchto knihoven dosahuje počet médií 100 000. Celkem je tedy v knihovním systému přes šest milionů nosičů informací.
Ročně má knihovna kolem 40 000 aktivních čtenářů s více než 1,7 milionu výpůjček. Obvyklá nabídka knih je doplňována mnoha elektronickými službami: systém nabízí na 49 500 časopisů v elektronické podobě a 1 950 databází.

## Vědecké ústavy
- Centrum biochemie (Biochemiezentrum, BZH)
- Centrum biologických věd „Bioquant“
- Centrum sociálních investic a inovací (CSI)
- Heidelberské centrum amerických studií (HCA)
- Interdisciplinární centrum neurologických věd (IZN)
- Interdisciplinární centrum vědecké matematiky (IWR)
- Institut farmacie a molekulární biotechnologie (IPMB)
- Institut fyziky životního prostředí (IUP)
- Marsilius-Kolleg – Interdisciplinární centrum základního výzkumu / Center for Advanced Study (MK)
- Institut jihoasijských studií (SAI)
- Ústřední institut technické informatiky (ZITI)
- Centrum astronomie Univerzity Heidelberg (ZAH)
- Centrum molekulární biologie Univerzity Heidelberg (ZMBH)

## Přidružené ústavy – „okolí“ univerzity
- Institut Maxe Plancka pro astronomii (Max-Planck-Institut für Astronomie)
- Institut Maxe Plancka pro jadernou fyziku (Max-Planck-Institut für Kernphysik)
- Institut Maxe Plancka pro lékařský výzkum (Max-Planck-Institut für medizinische Forschung)
- Institut Maxe Plancka pro zahraniční veřejné právo a mezinárodní právo veřejné (Max-Planck-Institut für ausländisches öffentliches Recht und Völkerrecht)
- Heidelberský institut pro mezinárodní výzkum konfliktů (Heidelberger Institut für Internationale Konfliktforschung e.V., HIIK)
- Evropská laboratoř molekulární biologie (Europäisches Molekularbiologie-Labor, EMBL)
- Německé centrum výzkumu rakoviny (Deutsches Krebsforschungszentrum, DKFZ)
- Heidelberská akademie věd (Heidelberger Akademie der Wissenschaften)

## Zahraniční ústavy
Univerzita Heidelberg založila v roce 2001 centrum pro latinskou Ameriku v Santiago de Chile. Úkolem centra je organizace, správa a podpora magisterského studia ve spolupráci s jihoamerickými univerzitami. Heidelberská univerzita k tomu navázala partnerství s nejvýznamnějšími univerzitami regionu: Universidad Católica de Chile a Universidad de Chile. Z dalších je třeba zmínit partnerství s univerzitami v Mexiku, Paraguayi, Brazílii a Kolumbii.